# 尖吻深海蜥魚
尖吻深海蜥魚（学名：Bathysaurus mollis）为輻鰭魚綱仙女魚目巨尾魚亞目深海蜥魚科深海蜥魚屬下的一个种，為深海底棲性魚類，深度1550-4903公尺，分布於東大西洋北愛爾蘭至加彭海域，本魚體中等細長與細長，顏色通常白色，腹膜、鰓區域深色，體長可達78公分，棲息在底層水域，生活習性不明 。
其种加词“mollis ”意为“柔软的”。